# Ananaskanel
Ananaskanel är en äppelsort som har sitt ursprung i Ryssland, där det är känt att äpplet odlats sedan 1840-talet, möjligen tidigare. Olof Eneroth benämner Ananaskanel, i en pomologibok författad 1866, som "Den egendomligaste äppelsort i Norden". Ananaskanel är äldst bland kanelsorterna och påminner om Gul Kanel. Ananaskanel mognar omkring mitten till framåt slutet av september.
Fruktköttet, som har en noterbar saftighet, gränsar till vitt med rosa skiftningar. Smaken är aningen vinsyrlig. Aromen från denna kanelsort är passande nog mot kanelhållet. Vidare utmärkande hos Ananaskanel är bland annat dess friskhet och att äpplet passar särskilt bra för pollinering.
Äpplet passar bra både som matäpple såsom ätäpple.
I Sverige odlas äpplet gynnsammast i zon VII. I Finlands zonkarta odlas äpplet gynnsammast i zon 5, möjligen även i zon 6.